# Gara di WTCC d'Italia 2013
La Gara di WTCC d'Italia 2013 (formalmente Gara FIA WTCC Bet-At-Home d'Italia 2013) fu il round d'apertura del World Touring Car Championship 2013 e la nona edizione della gara italiana. Si tenne il 24 marzo 2013 a Monza, in Italia.
Entrambe le gare furono vinte da Yvan Muller del team RML. Tom Chilton e Alex MacDowall conclusero entrambi sul podio gara-1 per la prima volta nella loro carriera e anche il team NIKA Racing ottenne il primo podio in gara-2 con il pilota Michel Nykjær.

## Vigilia
Tutte le vetture iniziarono da un peso base di 1,150 kg, con l'eccezione dei campioni 2012, le Chevrolet Cruze 1.6T che corsero con un'ulteriore zavorra di compensazione di 40 kg.

## Resoconto

### Prove libere
Il pilota RML Chevrolet, Muller, impose il proprio ritmo nella prima sessione di prove libere. Tiago Monteiro, 2°, fu il pilota Honda più veloce, mentre Pepe Oriola, 3°, fu il principale alfiere SEAT. James Thompson, 7°, fu il miglior rappresentante Lada e Tom Coronel fu il miglior piazzato della BMW, 9°. Il pilota della Liqui Moly Team Engstler, Charles Ng, uscì di pista e sbatté contro le barriere alla chicane Della Roggia, danneggiando l'anteriore della sua BMW 320 TC ma fu in grado di tornare ai box.
Le Chevrolet occuparono le prime cinque posizioni alla fine della seconda sessione di libere. Muller guidò sulla bamboo-engineering di MacDowall, 2°, e James Nash 4°. Chilton fu 3° e la NIKA Racing con Nykjær fu 5°.

### Qualifiche
Muller conquistò la pole position in gara-1, primo delle due RML. La prima parte delle qualifiche vide incidenti multipli, con il campione 2012 Robert Huff che sbatté contro Fredy Barth dopo meno di tre minuti dall'inizio della sessione. L'incidente ruppe la sospensione di Huff e la sessione fu fermata mentre la SEAT fu rimossa dal circuito. Quando la sessione ripartì, le due Lada si scontrarono, con Aleksei Dudukalo che mancò il punto di frenata alla prima chicane e andando dritto contro la vettura di Thompson. Thompson era già entrato in Q2 e tornò ai box per le riparazioni. Il pilota Honda Gabriele Tarquini toccò René Münnich e lo mandò in testacoda verso la fine della sessione e all'italiano venne sventolata la bandiera bianconera. Il suo compagno Monteiro non riuscì a entrare nella seconda sessione, mentre la Zengő Motorsport di Norbert Michelisz si classificò 21° a causa di vari problemi ai freni.
Dopo le riparazioni, Thompson poté svolgere la seconda sessione e concluse 9°, cosa che gli avrebbe consentito di partire in prima fila in gara-2 dietro alla ROAL Motorsport di Darryl O'Young. Alla fine degli shoot-out di dieci minuti, Muller guidò la doppietta RML, con Chilton 2° e MacDowall 3°, leader dei piloti indipendenti con la sua bamboo Chevrolet. Oriola fu il pilota meglio piazzato per la SEAT, 4°, davanti a Tarquini. Il pilota più avanti per la ALL-INKL.COM Münnich Motorsport, Marc Basseng, fu 8° al suo debutto in WTCC. Nykjær si fermò sul circuito verso la fine della sessione per una foratura.
Dopo la sessione, due piloti furono penalizzati in griglia per gara-1, Tarquini fu sanzionato con cinque posizioni per aver fatto girare Münnich, mentre a Dudukalo venne assegnata una penalità di cinque posizioni per la collisione con Thompson.

### Warm-Up
Stefano D'Aste fu 1° nella bagnata sessione di warm-up di domenica mattina, mentre il poleman Muller fu 4°. Jean-Philippe Dayraut non prese parte alla sessione
I piloti della Lukoil Lada Sport saltarono la sessione poiché le loro vetture non poterono essere riparate in tempo dopo l'incidente in qualifica e decisero di saltare l'intera gara.

### Gara-1
La gara iniziò dietro la safety car con Muller in pole position. La gara vera iniziò con una partenza lenta e pochi cambiamenti di posizione. Nykjær tornò ai box al giro 3 con un semiasse fuori uso, ma tornò in pista dopo le riparazioni. D'Aste andò in testacoda ed uscì alla curva Ascari al giro 4 e colpì le barriere, scivolando attraverso la pista e colpendo nuovamente il muro dalla parte opposta prima di riuscire a fermarsi. Più avanti, Basseng e Tarquini ingaggiarono una battaglia per il 6º posto prima che uscisse la safety car al giro 5 mentre la BMW di D'Aste fu rimossa. La gara riprese al giro 7 e Tarquini passò Nash e ottenne il 5º posto, intanto anche Monteiro risalì la classifica. Dal giro 8, Huff iniziò la sua rimonta sino a raggiungere il 10º posto, scalzando Tom Boardman dall'ultima posizione valida per i punti. Oriola uscì alla seconda di Lesmo, con Tarquini che, quindi, salì al 4º posto; poco dopo, anche Basseng finì nella ghiaia. Boardman e Huff arrivarono fianco a fianco sulla linea del traguardo all'inizio del giro 9, ma Huff sbagliò la frenata e usò la via di fuga per la seconda volta in gara. Basseng fu poi sanzionato con un drive through per non avere abbassato entrambi i cavalletti a tre minuti dal via. Barth toccò O'Young al giro 9 e la ROAL Motorsport uscì di pista, ma riuscì a rientrare sul tracciato. Huff guadagnò un'altra posizione al giro 10, sorpassando Nash per il 6º posto. Nash e Boardman, poi, arrivarono insieme al giro 11, rompendo il braccetto dello sterzo sulla SEAT e forzando Boardman a fermarsi lungo la pista. La gara venne completata in regime di bandiera gialla nel secondo settore, Muller ottenne la prima vittoria della stagione, con Chilton 2° a ottenere il suo primo podio in WTCC. MacDowall finì appena fuori dal podio e ottenne la vittoria tra gli indipendenti. I piloti Honda, Tarquini e Monteiro, finirono 4° e 5°.

### Gara-2
Huff e Boardman partirono dalla pit lane dopo che le loro vetture furono riparate. Tarquini saltò al 2º posto a inizio gara, dietro al poleman O'Young, poi raggiunse la prima posizione alla Curva Grande, mentre Basseng si trovò 3°. Basseng passò poi O'Young, diventando così 2°. Nykjær e Muller, poi, passarono anch'essi O'Young prima della fine del giro 1. Münnich entrò ai box alla fine dello stesso giro. Dayraut, Mehdi Bennani, Fernando Monje e MacDowall arrivarono tutti lunghi alla prima chicane al giro 3 a causa delle pessime condizioni atmosferiche. Nello stesso giro Muller salì al 3º posto dopo un sorpasso alla Parabolica. Basseng andò dritto alla prima chicane nel giro seguente e ciò permise a Muller di salire al 2º posto; il pilota RML riuscì a superare anche Tarquini nello stesso giro. Bennani fu sanzionato con un drive through al giro 5 per essere andato troppe volte oltre ai limiti del tracciato. Poi, mentre Nash stava difendendo il proprio 5º posto dagli attacchi di Oriola e Chilton, lo spagnolo saltò la chicane e ciò permise a Chilton di salire al 6º posto dietro allo stesso Nash. Più avanti, Basseng saltò anch'egli la prima chicane e scese al 4º posto dietro Nykjær. Il pilota NIKA Racing si trovava ora vicino a Tarquini al giro 7 e al termine della tornata si presentò davanti al pilota italiano. Tarquini riprese la posizione al giro 8, prima che Nykjær passasse davanti un'altra volta. Basseng era vicino al 3º posto di Tarquini e all'ultimo giro i due si presentarono praticamente attaccati uno dietro l'altro. Tarquini concluse 3º al traguardo dove Muller era già passato per primo davanti a Nykjær, che ottenne anche la vittoria tra gli indipendenti.

## Risultati

### Qualifiche
| Pos.                     | Nº | Pilota                | Team                                 | Vettura              | C | Q1          | Q2       | Punti |
| ------------------------ | -- | --------------------- | ------------------------------------ | -------------------- | - | ----------- | -------- | ----- |
| 1                        | 12 | Yvan Muller           | RML                                  | Chevrolet Cruze 1.6T |   | 1:56.622    | 1:56.486 | 5     |
| 2                        | 23 | Tom Chilton           | RML                                  | Chevrolet Cruze 1.6T |   | 1:57.510    | 1:57.345 | 4     |
| 3                        | 9  | Alex MacDowall        | bamboo-engineering                   | Chevrolet Cruze 1.6T | Y | 1:58.172    | 1:57.685 | 3     |
| 4                        | 74 | Pepe Oriola           | Tuenti Racing Team                   | SEAT León WTCC       |   | 1:58.311    | 1:57.833 | 2     |
| 5                        | 3  | Gabriele Tarquini     | Castrol Honda World Touring Car Team | Honda Civic WTCC     |   | 1:58.473    | 1:57.946 | 1     |
| 6                        | 14 | James Nash            | bamboo-engineering                   | Chevrolet Cruze 1.6T | Y | 1:58.402    | 1:58.005 |       |
| 7                        | 17 | Michel Nykjær         | NIKA Racing                          | Chevrolet Cruze 1.6T | Y | 1:57.899    | 1:58.172 |       |
| 8                        | 38 | Marc Basseng          | ALL-INKL.COM Münnich Motorsport      | SEAT León WTCC       |   | 1:58.702    | 1:58.518 |       |
| 9                        | 10 | James Thompson        | Lukoil Lada Sport                    | Lada Granta          |   | 1:58.722    | 1:58.669 |       |
| 10                       | 55 | Darryl O'Young        | ROAL Motorsport                      | BMW 320 TC           | Y | 1:58.685    | 1:58.781 |       |
| 11                       | 19 | Fernando Monje        | Campos Racing                        | SEAT León WTCC       | Y | 1:58.958    | 1:58.814 |       |
| 12                       | 26 | Stefano D'Aste        | PB Racing                            | BMW 320 TC           | Y | 1:59.044    | 2:00.475 |       |
| 13                       | 6  | Franz Engstler        | Liqui Moly Team Engstler             | BMW 320 TC           | Y | 1:59.046    |          |       |
| 14                       | 22 | Tom Boardman          | Special Tuning Racing                | SEAT León WTCC       | Y | 1:59.116    |          |       |
| 15                       | 18 | Tiago Monteiro        | Castrol Honda World Touring Car Team | Honda Civic WTCC     |   | 1:59.155    |          |       |
| 16                       | 11 | Aleksei Dudukalo      | Lukoil Lada Sport                    | Lada Granta          |   | 1:59.303    |          |       |
| 17                       | 15 | Tom Coronel           | ROAL Motorsport                      | BMW 320 TC           |   | 1:59.386    |          |       |
| 18                       | 25 | Mehdi Bennani         | Proteam Racing                       | BMW 320 TC           | Y | 1:59.685    |          |       |
| 19                       | 37 | René Münnich          | ALL-INKL.COM Münnich Motorsport      | SEAT León WTCC       | Y | 1:59.978    |          |       |
| 20                       | 73 | Fredy Barth           | Wiechers-Sport                       | BMW 320 TC           | Y | 2:00.090    |          |       |
| 21                       | 5  | Norbert Michelisz     | Zengő Motorsport                     | Honda Civic WTCC     |   | 2:00.799    |          |       |
| 22                       | 7  | Charles Ng            | Liqui Moly Team Engstler             | BMW 320 TC           | Y | 2:00.901    |          |       |
| 23                       | 13 | Jean-Philippe Dayraut | ANOME                                | BMW 320 TC           | Y | 2:00.957    |          |       |
| Tempo del 107%: 2:04.785 |    |                       |                                      |                      |   |             |          |       |
| –                        | 1  | Robert Huff           | ALL-INKL.COM Münnich Motorsport      | SEAT León WTCC       |   | Senza tempo |          |       |

- Il pilota in grassetto è quello in Pole position in gara-2.

### Gara-1
| Pos. | Nº | Pilota                | Team                                 | Vettura              | C | Giri | Tempo/Causa ritiro | Griglia | Punti |
| ---- | -- | --------------------- | ------------------------------------ | -------------------- | - | ---- | ------------------ | ------- | ----- |
| 1    | 12 | Yvan Muller           | RML                                  | Chevrolet Cruze 1.6T |   | 12   | 30:02.783          | 1       | 25    |
| 2    | 23 | Tom Chilton           | RML                                  | Chevrolet Cruze 1.6T |   | 12   | +0.923             | 2       | 18    |
| 3    | 9  | Alex MacDowall        | bamboo-engineering                   | Chevrolet Cruze 1.6T | Y | 12   | +5.101             | 3       | 15    |
| 4    | 3  | Gabriele Tarquini     | Castrol Honda World Touring Car Team | Honda Civic WTCC     |   | 12   | +8.053             | 9       | 12    |
| 5    | 18 | Tiago Monteiro        | Castrol Honda World Touring Car Team | Honda Civic WTCC     |   | 12   | +15.261            | 14      | 10    |
| 6    | 1  | Robert Huff           | ALL-INKL.COM Münnich Motorsport      | SEAT León WTCC       |   | 12   | +17.349            | 22      | 8     |
| 7    | 14 | James Nash            | bamboo-engineering                   | Chevrolet Cruze 1.6T | Y | 12   | +19.964            | 5       | 6     |
| 8    | 5  | Norbert Michelisz     | Zengő Motorsport                     | Honda Civic WTCC     |   | 12   | +20.338            | 19      | 4     |
| 9    | 15 | Tom Coronel           | ROAL Motorsport                      | BMW 320 TC           |   | 12   | +28.837            | 15      | 2     |
| 10   | 73 | Fredy Barth           | Wiechers-Sport                       | BMW 320 TC           | Y | 12   | +37.740            | 18      | 1     |
| 11   | 13 | Jean-Philippe Dayraut | ANOME                                | BMW 320 TC           | Y | 12   | +39.226            | 21      |       |
| 12   | 19 | Fernando Monje        | Campos Racing                        | SEAT León WTCC       | Y | 12   | +41.656            | 10      |       |
| 13   | 55 | Darryl O'Young        | ROAL Motorsport                      | BMW 320 TC           | Y | 12   | +48.116            | 8       |       |
| 14   | 38 | Marc Basseng          | ALL-INKL.COM Münnich Motorsport      | SEAT León WTCC       |   | 12   | +50.920            | 7       |       |
| 15   | 7  | Charles Ng            | Liqui Moly Team Engstler             | BMW 320 TC           | Y | 12   | +54.412            | 20      |       |
| 16   | 37 | René Münnich          | ALL-INKL.COM Münnich Motorsport      | SEAT León WTCC       | Y | 12   | +58.733            | 17      |       |
| 17   | 25 | Mehdi Bennani         | Proteam Racing                       | BMW 320 TC           | Y | 12   | +2:05.913          | 16      |       |
| 18   | 22 | Tom Boardman          | Special Tuning Racing                | SEAT León WTCC       | Y | 10   | +2 giri            | 13      |       |
| 19   | 6  | Franz Engstler        | Liqui Moly Team Engstler             | BMW 320 TC           | Y | 9    | +3 giri            | 12      |       |
| 20   | 17 | Michel Nykjær         | NIKA Racing                          | Chevrolet Cruze 1.6T | Y | 9    | +3 giri            | 6       |       |
| Rit  | 74 | Pepe Oriola           | Tuenti Racing Team                   | SEAT León WTCC       |   | 8    | Foratura           | 4       |       |
| Rit  | 26 | Stefano D'Aste        | PB Racing                            | BMW 320 TC           | Y | 3    | Incidente          | 11      |       |
| NP   | 10 | James Thompson        | Lukoil Lada Sport                    | Lada Granta          |   | 0    | Non partito        | –       |       |
| NP   | 11 | Aleksei Dudukalo      | Lukoil Lada Sport                    | Lada Granta          |   | 0    | Non partito        | –       |       |

- Il pilota in grassetto è l'autore del giro più veloce.

### Gara-2
| Pos. | Nº | Pilota                | Team                                 | Vettura              | C | Giri | Tempo/Causa ritiro | Griglia  | Punti |
| ---- | -- | --------------------- | ------------------------------------ | -------------------- | - | ---- | ------------------ | -------- | ----- |
| 1    | 12 | Yvan Muller           | RML                                  | Chevrolet Cruze 1.6T |   | 10   | 23:27.254          | 9        | 25    |
| 2    | 17 | Michel Nykjær         | NIKA Racing                          | Chevrolet Cruze 1.6T | Y | 10   | +2.482             | 3        | 18    |
| 3    | 3  | Gabriele Tarquini     | Castrol Honda World Touring Car Team | Honda Civic WTCC     |   | 10   | +4.994             | 5        | 15    |
| 4    | 38 | Marc Basseng          | ALL-INKL.COM Münnich Motorsport      | SEAT León WTCC       |   | 10   | +5.081             | 2        | 12    |
| 5    | 23 | Tom Chilton           | RML                                  | Chevrolet Cruze 1.6T |   | 10   | +5.612             | 8        | 10    |
| 6    | 74 | Pepe Oriola           | Tuenti Racing Team                   | SEAT León WTCC       |   | 10   | +6.755             | 6        | 8     |
| 7    | 14 | James Nash            | bamboo-engineering                   | Chevrolet Cruze 1.6T | Y | 10   | +14.445            | 4        | 6     |
| 8    | 18 | Tiago Monteiro        | Castrol Honda World Touring Car Team | Honda Civic WTCC     |   | 10   | +20.573            | 13       | 4     |
| 9    | 26 | Stefano D'Aste        | PB Racing                            | BMW 320 TC           | Y | 10   | +23.722            | 22       | 2     |
| 10   | 1  | Robert Huff           | ALL-INKL.COM Münnich Motorsport      | SEAT León WTCC       |   | 10   | +25.442            | 21 (PIT) | 1     |
| 11   | 15 | Tom Coronel           | ROAL Motorsport                      | BMW 320 TC           |   | 10   | +37.126            | 14       |       |
| 12   | 55 | Darryl O'Young        | ROAL Motorsport                      | BMW 320 TC           | Y | 10   | +41.394            | 1        |       |
| 13   | 6  | Franz Engstler        | Liqui Moly Team Engstler             | BMW 320 TC           | Y | 10   | +43.904            | 11       |       |
| 14   | 73 | Fredy Barth           | Wiechers-Sport                       | BMW 320 TC           | Y | 10   | +45.921            | 17       |       |
| 15   | 19 | Fernando Monje        | Campos Racing                        | SEAT León WTCC       | Y | 10   | +50.678            | 10       |       |
| 16   | 22 | Tom Boardman          | Special Tuning Racing                | SEAT León WTCC       | Y | 10   | +53.591            | 12 (PIT) |       |
| 17   | 7  | Charles Ng            | Liqui Moly Team Engstler             | BMW 320 TC           | Y | 10   | +59.157            | 19       |       |
| 18   | 13 | Jean-Philippe Dayraut | ANOME                                | BMW 320 TC           | Y | 10   | +1:06.537          | 20       |       |
| 19   | 25 | Mehdi Bennani         | Proteam Racing                       | BMW 320 TC           | Y | 10   | +1:26.721          | 15       |       |
| 20   | 9  | Alex MacDowall        | bamboo-engineering                   | Chevrolet Cruze 1.6T | Y | 9    | +1 giro            | 7        |       |
| 21   | 37 | René Münnich          | ALL-INKL.COM Münnich Motorsport      | SEAT León WTCC       | Y | 9    | +1 giro            | 16       |       |
| 22   | 5  | Norbert Michelisz     | Zengő Motorsport                     | Honda Civic WTCC     |   | 9    | +1 giro            | 18       |       |
| NP   | 10 | James Thompson        | Lukoil Lada Sport                    | Lada Granta          |   | 0    | Non partito        | –        |       |
| NP   | 11 | Aleksei Dudukalo      | Lukoil Lada Sport                    | Lada Granta          |   | 0    | Non partito        | –        |       |

- Il pilota in grassetto è l'autore del giro più veloce.

NOTA — Boardman e Huff prendono il via dalla pit lane.

## Classifiche dopo l'evento
Campionato piloti
|  | Pos. | Pilota            | Punti |
|  | ---- | ----------------- | ----- |
|  | 1    | Yvan Muller       | 55    |
|  | 2    | Tom Chilton       | 32    |
|  | 3    | Gabriele Tarquini | 28    |
|  | 4    | Michel Nykjær     | 18    |
|  | 5    | Alex MacDowall    | 18    |

Trofeo Yokohama Indipendenti
|  | Pos. | Pilota         | Punti |
|  | ---- | -------------- | ----- |
|  | 1    | James Nash     | 16    |
|  | 2    | Alex MacDowall | 12    |
|  | 3    | Michel Nykjær  | 11    |
|  | 4    | Fredy Barth    | 9     |
|  | 5    | Darryl O'Young | 8     |

Campionato costruttori
|  | Pos. | Costruttori | Punti |
|  | ---- | ----------- | ----- |
|  | 1    | Honda       | 94    |
|  | 2    | Lada        | 6     |

- Nota: Solo le prime cinque posizioni sono incluse in entrambe le classifiche piloti qui presenti.